# NGC 3735
NGC 3735 (другие обозначения — UGC 6567, MCG 12-11-36, ZWG 334.42, IRAS11330+7048, PGC 35869) — спиральная галактика (Sc) в созвездии Дракон.
Этот объект входит в число перечисленных в оригинальной редакции «Нового общего каталога».
В галактике вспыхнула сверхновая SN 1998cn типа Ia, её пиковая видимая звездная величина составила 15,8.
Галактика NGC 3735 входит в состав группы галактик NGC 3735. Помимо NGC 3735 в группу также входят UGC 6552 и UGC 6711.